# Федосеенко, Ольга Александровна
Ольга Александровна Федосеенко (род. 4 января 1978) — российская дзюдоистка, чемпионка России среди юниоров 1994 и 1996 годов, серебряный призёр первенства России среди молодёжи 2000 года, победительница и призёр международных турниров, бронзовый призёр чемпионата мира среди юниоров 1996 года, бронзовый призёр чемпионата мира среди студентов 2002 года, бронзовый призёр командного чемпионата Европы 1999 года, чемпионка (1995, 1997, 2006) и бронзовый призёр (1999, 2002, 2003) чемпионатов России, мастер спорта России. Выступает в лёгкой весовой категории (до 57 кг).

## Спортивные результаты
- Чемпионат России по дзюдо 1995 года — ;
- Чемпионат России по дзюдо 1997 года — ;
- Чемпионат России по дзюдо 1999 года — ;
- Чемпионат России по дзюдо 2002 года — ;
- Чемпионат России по дзюдо 2003 года — ;
- Чемпионат России по дзюдо 2006 года — ;